# Danjska biskupija
Biskupija Danj (lat. Dioecesis Dagnensis, Daynensis) je rimokatolička biskupija u Albaniji.
Nalazi se uz rijeku Bojanu. Ime je dobila po gradu Danju, koji se nalazi na istočnoj obali rijeke. Danj je vjerojatno bio pogranična utvrda.
Od 1089. se nalazila pod nadležnošću Dukljansko-barske nadbiskupije i mitropolije. U to vrijeme su latinski jezik bio jezikom bogoslužja, a pisalo se latiničnim pismom, dok su slavenski jezici bili samo u pomoćnoj funkciji.
Danas je ova biskupija naslovna biskupija. Biskup je Stefan Siczek.